# Acronia ysmaeli
Acronia ysmaeli är en skalbaggsart som beskrevs av Hüdepohl 1989. Acronia ysmaeli ingår i släktet Acronia och familjen långhorningar.
Artens utbredningsområde är Filippinerna. Inga underarter finns listade i Catalogue of Life.